# Mariner 8

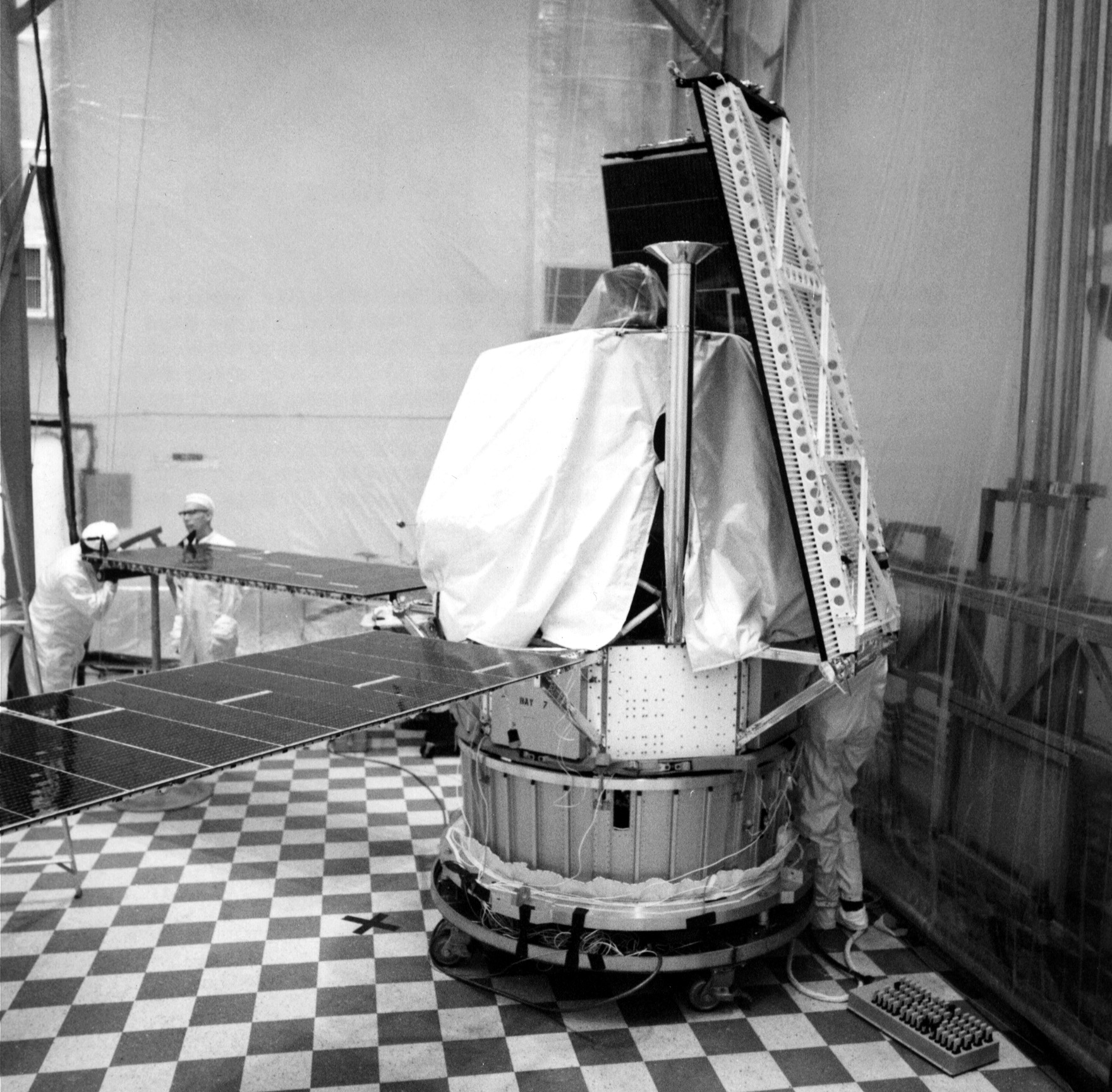
Mariner 8

Mariner 8 byla americká kosmická sonda, vypuštěná agenturou NASA k Marsu v roce 1971 v rámci programu Mariner. Po startu nebyla katalogizována v COSPAR, protože pro poruchu rakety nedosáhla ani oběžné dráhy Země.

## Projekt Mars 71
Po dvou letech, kdy dvojice předchozích sond Mariner 6 a Mariner 7 úspěšně vykonaly své mise zakončené odesláním desítek snímků z povrchu planety, byly k Marsu vyslány další dvě sondy v rámci projektu Mariner Mars 71. Měly se stát umělými družicemi „rudé“ planety.

## Průběh letu
Sondu měla vynést na určenou dráhu raketa Atlas Centaur SLV-3C z kosmodromu Eastern Test Range na Floridě dne 9. května 1971. Pro poruchu nosné rakety několik minut po startu nedosáhla ani oběžné dráhy Země, zanikla pádem do Atlantiku zhruba 560 km severně od Portorika.